# 島田友春
島田 友春（しまだ ともはる、元治2年2月10日（1865年3月7日） - 昭和22年（1947年）4月16日）は、明治時代から昭和時代にかけての浮世絵師、日本画家。

## 来歴
河鍋暁斎の門人。友春と号した。元治2年、島田蕃根の長男として周防国都濃郡徳山村（現・山口県周南市）に生まれた。島田家は毛利家支藩の徳山藩の旧臣で、代々、修験道寺院の教学院を守っていた。父の蕃根は仏教学者として著名であり、廃藩後、一家は東京に移り住んだ。友春は明治6年（1873年）、麹町区番町小学校（現在の千代田区立番町小学校）に入学、6年間の小学科を修めたのち、明治15年（1882年）5月、安田老山のもとに入門、山水画を学んでいる。しかし、老山の病死を機に、父の蕃根が暁斎と親しかったため、翌明治16年（1883年）、改めて暁斎に入門した。『河鍋暁斎絵日記』の明治17年（1884年）1月12日から2月16日の短い期間、同じく暁斎の門人であったジョサイア・コンドルの出稽古に赴く人力車に同乗、絵の具を準備している友春の姿が描かれている。その後、友春は明治17年の6月には清国に渡り、上海において銭吉生、沈心海に師事、人物画を学び、さらに尊新濃について北京語を習得している。
友春は帰国後、明治22年（1889年）2月1日に開校された東京美術学校に入学、5年後の明治27年（1894年）2月5日に卒業した友春は同年4月、尋常師範学校、尋常中学校及び高等女学校図画科教員の免許状を受け、同年の7月の兵庫県学務課への勤務を始めに、美術教育者としての第一歩を歩み始めた。また、この年の10月、東京美術学校卒業生会による推薦により、共立美術学館の館長に就任、東京美術学校校長の岡倉覚三（天心）了解のもと、横山大観らとともに同美術学校の予備校として専ら弟子たちを指導している。以降、明治31年（1898年）には東京美術学校の助教授に任ぜられ、日本画の教育にあたることとなった。明治32年（1899年）には図案科をも担当するようになり、職務勉励に務めたということで、友春は幾度か賞を金封で授与されている。
しかし、明治31年から始まった美術学校騒動により続いていた紛争状態を終息させるために明治34年（1901年）8月に同校の校長となった正木直彦により、日本画科の改革が図られ、人事の刷新が行われた。当然、友春もその対象となっており、同年9月13日付けで休職を命じられたため、これを機に退職、これ以降は東京美術学校とは一線を画し、積極的に近づくことがなくなっていった。明治34年4月に開校された私立女子美術学校（現・女子美術大学）で、友春は東京美術学校と兼任して日本画を担当していたが、東京美術学校休職処分を受けた9月、私立女子美術学校では教授兼幹事、翌10月には校友会副会頭に任ぜられている。また、11月には女子美術協会の理事として、学校の枠を超えた広範囲な女子の美術教育向上のために意欲的に動き始めた。明治35年（1902年）11月末、河鍋暁翠に日本画教授職を譲り、明治36年（1903年）4月、友春自ら芝公園内に日本女子美術学校を開校、日本画のほかに刺繍、家事、裁縫、造花の4科を設立、女子に対し、実用的な技芸を会得させて、日露戦争による遺児の救済をその建学の柱とした。しかし、学校の経営は金銭面において極めて困窮し、明治39年11月には谷中の日本美術院跡に、さらに明治40年（1907年）には東京ガス会社支配人であった福島甲子三に、設立者権限を譲らざるを得なくなった。
日本女子美術学校を去った友春は明治42年、千葉県立高等女学校に就任し、大正5年（1916年）に退職するまで一美術教師として勤務。それ以降は昭和22年（1947年）4月16日に没するまで、美術教育界から姿を消し生涯を終えた。83歳没。

## 作品
- 「鍾馗図」
- 「立雛図」
- 「百衣観音図」
- 「羅漢図」
- 「李白図  」　絹本淡彩　東京芸術大学大学美術館所蔵
- 「木蘭図」　絹本着色　東京芸術大学大学美術館所蔵
- 「二十五菩薩図」　絹本着色　東京芸術大学大学美術館所蔵

## 参考図書
- 『大日本書画名家大鑑　伝記上編』　荒木矩編、第一書房、1975年
- 『最後の浮世絵師　河鍋暁斎と反骨の美学』　及川茂、NHKブックス、日本放送出版協会、1998年
- 『書家画家雅号<呼称>索引  下』 小笠原長則編、 日本地域社会研究所、2000年
- 『暁斎』 第74号 河鍋暁斎記念美術館編 河鍋暁斎記念美術館、2001年
- 『女子美術教育と日本の近代　女子美110年の人物史』　女子美術大学歴史資料室編　女子美術大学、日本エディタースクール出版部、2010年
- 『河鍋暁斎翁伝』飯島半十郎、二階堂充校訂、河鍋楠美監修、河鍋暁斎記念美術館、2012年